# Алекси Минов
Алекси (Алексо) Минов – Каникот е български революционер - анархист, един от солунските атентатори.

## Биография
Роден е в град Велес, тогава в Османската империя. В Солун заедно с Йордан Попйорданов, Константин Кирков, Георги Богданов, Илия Тръчков, Владимир Пингов, Илия Попйорданов, Димитър Мечев, Тодор Органджиев и Милан Арсов е привлечен от Слави Мерджанов в анархистичен революционен кръжок, който подготвя Солунските атентати.
В родния Велес е член на местния революционен комитет и дейно участва в революционната група на „Гемиджиите“ заедно с Тодор Органджиев, Илия Тръчков, Гичо и Орце Попйорданови, Иван Попйорданов, брат му Илия, Тодор Богданов и други. Коста Църнушанов описва Минов като:
| „ | ...един възторжен, смел и високоблагороден мъж, който беше душата на местната група. | “ |

Минов е арестуван във Велес след Солунските атентати и е подложен на тежки мъчения. За да сложи край на мъченията, опитва да се самоубие, като се хвърля по стълбите на правителствения дом, но остава жив, тежко ранен и в безсъзнание. Откаран е в Солун в тежко състояние, за да бъде съден от извънредния военен съд. Осъден е на десет години затвор.